# ウキクサ属
ウキクサ属 (学名: Spirodela) はサトイモ科ウキクサ亜科に属する水生植物の1属である。池や沼、水田など淡水域の水面に浮遊して生育する。植物体は葉状体とそこから生じる多数の根からなる (右図)。2種が知られ、日本にはウキクサ (学名: Spirodela polyrhiza) が生育している。

## 特徴
植物体は葉状体 (葉と茎の区別がなく、フロンド frond ともよばれる) とそこから生じる根からなる (下図1)。葉状体は倒卵形から楕円形、ふつうやや左右非相称、掌状に伸びる7–16(–21)脈をもち、表面は平坦で裏面はまれにやや膨潤する。葉状体の表面は光沢がある緑色、裏面はふつう紫色を帯びる (下図1)。色素細胞 (pigment cell) をもち、乾燥すると褐色の斑紋となる。葉状体裏面の中央付近から (5–)7–21本の根が伸びている。根の基部は根鞘に囲まれ、先端は根嚢で覆われている。一部の根のみが prophyllum を貫いている。
葉状体基部左右にある出芽嚢 (budding pouche) から娘葉状体を出芽状に形成して増殖する。ふつう2–10個の葉状体がつながったままで群体を形成する (下図1)。出芽嚢の基部は鱗片状の構造 (prophyllum) で囲まれている。
花期には、出芽嚢内に1個の花がつく。花は膜状の構造 (utricular scale; 仏炎苞 spathe ともされる) で囲まれ、2個の雄しべと1個の雌しべからなる (2個の雄花と1個の雌花とされることもある)。雄しべの葯は2半葯4花粉嚢からなる。果実は1–3個の種子を含む。種子には縦肋がある。

## 分布・生態

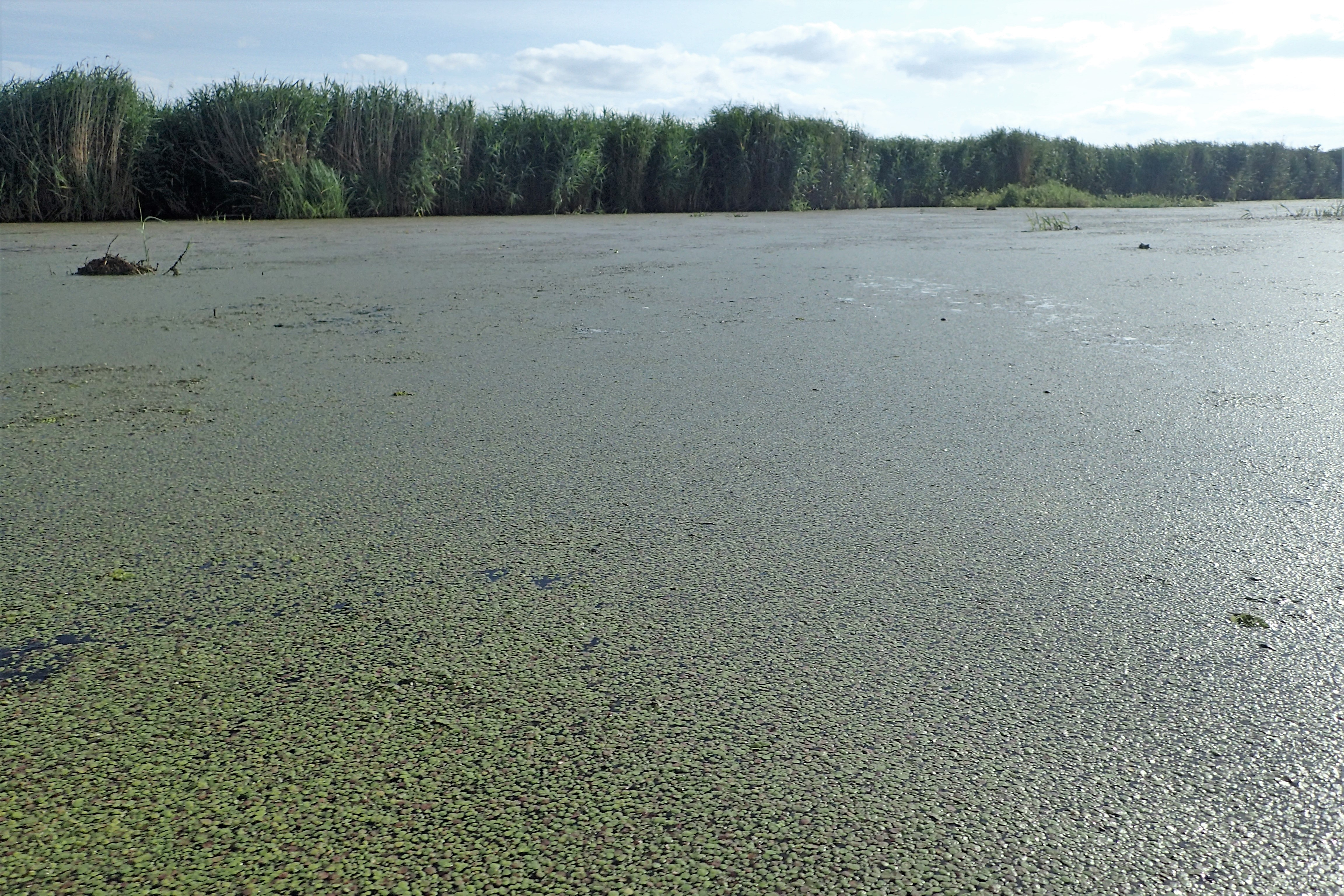
2. 水面を覆うウキクサ (ポーランド)

南北アメリカ、アフリカ、ヨーロッパ、西アジア、南アジア、東アジア、東南アジア、オーストラリアなど世界中の熱帯から温帯域に分布している。湖沼や水路など、淡水止水域または緩やかな流水域の水面に生育する (右図2)。

## 系統と分類
ウキクサ亜科の中で、ウキクサ属は最も複雑な植物体をもつ。系統的には、ウキクサ亜科の中で最初に他と分かれたものと考えられている。
ウキクサ属には2種が知られている (下表)。またヒメウキクサもウキクサ属に分類されていたが (Spirodela punctata)、本種は系統的にアオウキクサ属などにより近縁であると考えられるようになり、Les & Crawford (1999) によって新属ヒメウキクサ属に移された (Landoltia punctata)。
| ウキクサ属の種までの分類体系 - ウキクサ属 Spirodela Schleid., 1839 - Spirodela intermedia W.Koch, 1932 6–21本の根をもち、そのうち2–5本がprophyllumを貫いている。節の表面側に赤い斑紋が生じることはない。休眠芽 (越冬芽、殖芽) は形成しない。中央アメリカから南アメリカ - ウキクサ Spirodela polyrhiza (L.) Schleid., 1839 7–21本の根をもち、そのうち1(まれに2)本がprophyllumを貫いている。節の表面側に赤い斑紋が生じることがある。休眠芽 (越冬芽、殖芽) を形成する。北アメリカから南アメリカ北西部、アフリカ、ヨーロッパ、西アジア、南アジア、東アジア、東南アジア、オーストラリア |